# Tiếng Nam Thái
Tiếng Nam Thái hay Tiếng miền Nam Thái hay Tiếng Dambro (Tiếng Thái: ภาษาไทยใต้, phát âm tiếng Thái: [pʰaːsaː tʰajɗaj]; tiếng Thái: ภาษาตามโพร, Phát âm: [pʰaːsaː ɗaːmpʰro]) là một ngôn ngữ Thái được nói tại miền Nam Thái Lan cũng như trong một cộng đồng nhỏ tại cực bắc của Malaysia. Ngôn ngữ này được xấp xỉ 5 triệu người nói và là ngôn ngữ thứ hai của 1,5 triệu người Mã Lai Pattani và các nhóm dân tộc khác như cộng đồng người Thái gốc Hoa, người Negritos và các nhóm bộ tộc khác. Hầu hết những người nói ngôn ngữ này cũng thành thạo tiếng Thái chuẩn.

## Lịch sử
Các vương quốc Mã Lai đã kiểm soát phần lớn bán đảo Mã Lai, như Vương quốc Pattani và Tambralinga, nhưng hầu hết các khu vực này đã rơi vào tay của Srivijaya. Khu vực này chịu ảnh hưởng mạnh từ văn hóa của các thương nhân Ấn Độ, và một số đền chùa Phật giáo và Ấn Độ giáo đã khuếch trương ảnh hưởng đến văn hóa. Sự sụp đổ của Srivijaya trước sự lớn mạnh của Vương quốc Nakhon Sri Thammarat, vương quốc này sau đó trở thành chư hầu của Sukhothai. Khu vực trở thành biên giới giữa những người Thái ở miền bắc và người Mã Lai ở miền nam cũng như giữa Phật giáo và Hồi giáo. Các căng thẳng được châm ngòi bởi chính sách Thái hóa một cách hung bạo, cấm đoán văn hóa bản địa, và sự nghèo đói ở vùng này.

## Phân bổ
Tại Thái Lan, những người nói tiếng Nam Thái có thể sinh sống xa về phía bắc đến tỉnh Prachuap Khiri Khan xuống tới biên giới với Malaysia. Một bộ phận nhỏ cũng hiện diện tại các bang gần biên giới của Malaysia như Kelantan, Penang, Perlis, Kedah và Perak. Đây là ngôn ngữ chính của những người Thái cũng như của sắc tộc Mã Lai tại cả hai bên biên giới ở tỉnh Satun và Songkhla. Vì lý do kinh tế, nhiều người nói tiếng Nam Thái cũng đã di cư ra thủ đô Bangkok và các thành phố lớn khác trong nước cũng như ra nước ngoài.